# شهرستان دزرژینسکی (استان کالوگا)
شهرستان دزرژینسکی (به لاتین: Dzerzhinsky District) یک شهرستان در روسیه است که در استان کالوگا واقع شده‌است.